# Csóványos
Csóványos är en bergstopp i Ungern. Den ligger i den nordvästra delen av landet, 50 km norr om huvudstaden Budapest. Toppen på Csóványos är 941 meter över havet. Csóványos ingår i Börzsöny.
Terrängen runt Csóványos är huvudsakligen kuperad. Csóványos är den högsta punkten i trakten. Runt Csóványos är det ganska tätbefolkat, med 83 invånare per kvadratkilometer. Närmaste större samhälle är Rétság, 14,2 km öster om Csóványos. I omgivningarna runt Csóványos växer i huvudsak lövfällande lövskog.